# Fata cu ochii verzi
Fata cu ochii verzi este un film românesc din 2015 regizat de Mihai Mihăescu. Rolurile principale au fost interpretate de actorii Tatiana Grigore, Claudia Chiraș, Andrei Grigore Sava.

## Distribuție
Distribuția filmului este alcătuită din:
- Andreea Lucaci — Bibi
- George Marici — Radu
- Claudia Chiraș — Nonora
- Andrei Grigore Sava — Mircea
- Tatiana Grigore — Nișka
- Ionuț Cornilă — Marcu